# Dmitry Andreyevich Muratov

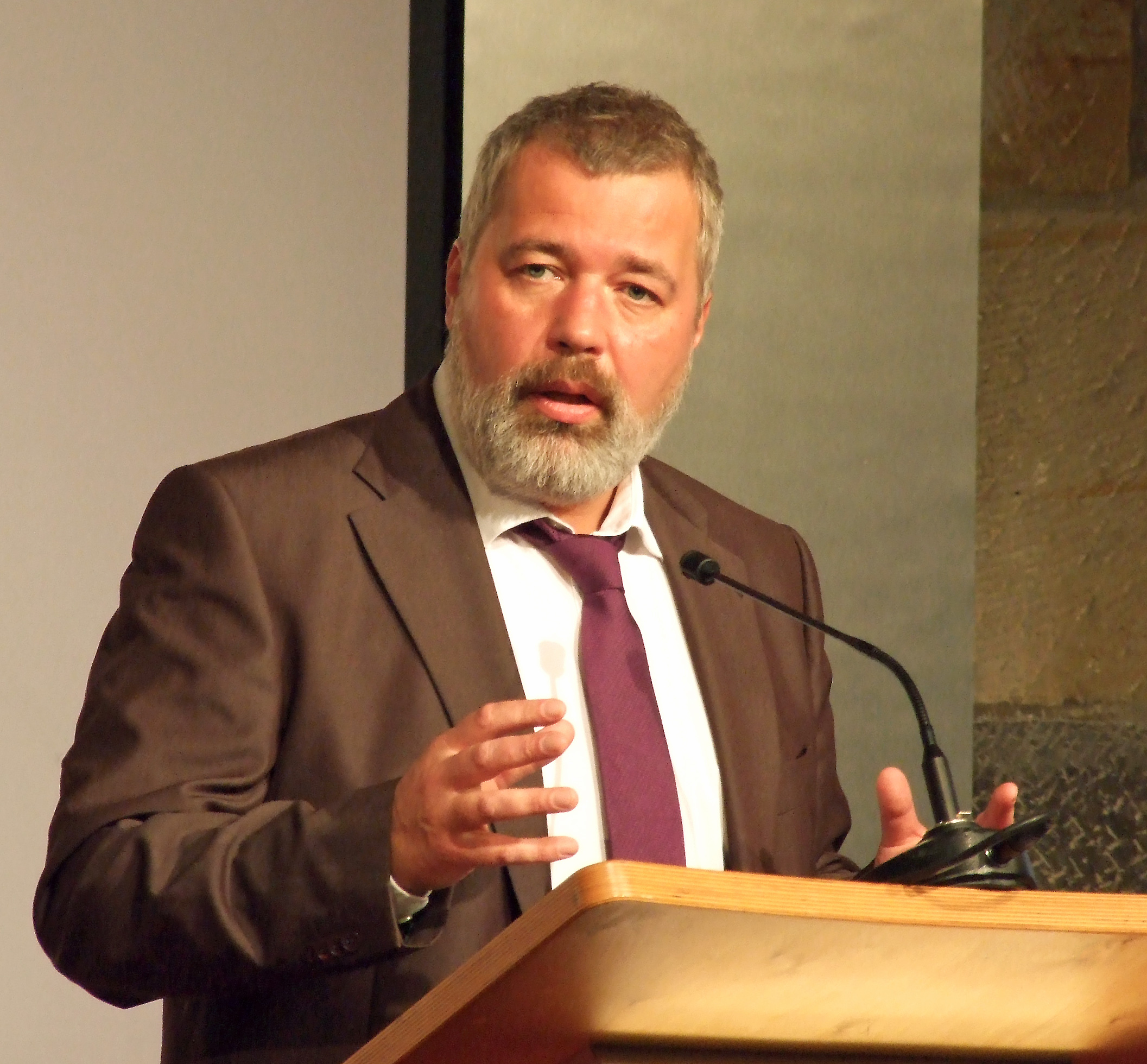
Dmitry Muratov

Dmitry Andreyevich Muratov (tiếng Nga: Дмитрий Андреевич Муратов) là chủ bút tờ báo tiếng Nga Novaya Gazeta. Tờ báo nổi tiếng về việc tường thuật đầy đủ các chủ đề nhạy cảm, chẳng hạn như tình trạng tham nhũng trong chính phủ và các vụ vi phạm nhân quyền. Ủy ban bảo vệ các nhà báo đã gọi báo này là: "tờ báo phê bình thực sự duy nhất có ảnh hưởng khắp nước Nga ngày nay".
Năm 2021, ông cùng Maria Ressa được trao giải Nobel Hòa bình vì "nỗ lực bảo vệ quyền tự do ngôn luận".
Muratov đồng sáng lập tờ báo ủng hộ dân chủ Novaya Gazeta vào năm 1993 cùng với một số nhà báo khác. Ông là tổng biên tập của tờ báo từ năm 1995 đến năm 2017, và một lần nữa đảm nhận vị trí này vào năm 2019. Tờ báo được biết đến với các bài báo về các chủ đề nhạy cảm như tham nhũng của chính phủ và vi phạm nhân quyền.

## Tiểu sử
Dmitry Muratov sinh ngày 30 tháng 10 năm 1961 tại Kuibyshev (từ năm 1991 chính thức được biết đến với tên gọi ban đầu, Samara). Anh học tại Khoa Ngữ văn tại Kuibyshev (nay là Đại học Nhà nước Samara) trong năm năm, nơi anh phát hiện ra niềm yêu thích của mình đối với báo chí. Khi còn học đại học, anh đã liên hệ với các tờ báo địa phương và làm công việc bán thời gian trong ngành báo chí.
Từ năm 1983 đến năm 1985, sau khi tốt nghiệp đại học, anh nhập ngũ Quân đội Liên Xô với vị trí chuyên gia bảo mật thiết bị liên lạ.

## Giải thưởng
- Năm 2007 Muratov đã được trao Giải Tự do Báo chí Quốc tế của Ủy ban bảo vệ các nhà báo.[2]
- Ngày 18.01.2010 ông được thưởng Bắc Đẩu bội tinh của Pháp, cấp Chevalier.
- Ngày 29.5.2010 ông nhân danh báo Novaya Gazeta nhận Giải Tứ tự do cho Tự do ngôn luận ở Middelburg, Hà Lan.